# Georg Elias Müller
Georg Elias Müller (20 de julio de 1850 - 23 de diciembre de 1934) fue un psicólogo experimental alemán, conocido por su teoría de la «interferencia retroactiva».

## Carrera
Se doctoró en 1873 bajo la dirección de Hermann Lotze con una tesis titulada Zur Theorie der sinnlichen Aufmerksamkeit (Sobre la teoría de la atención sensorial). Desde 1881 y hasta su jubilación en el año 1921 dedicó todos sus esfuerzos a crear y desarrollar uno de los centros más importantes de investigación psicológica en el ámbito de la universidad alemana. 
Partiendo de los trabajos de Fechner, Müller comenzó sus investigaciones en 1879, pero no es hasta 1887 cuando recibe financiación estatal, lo que significó un impulso para sus trabajos, y comienza a colaborar con Friedrich Schumann, centrándose sus experimentos en la transferencia retroactiva. 
A mediados de la década de 1890 inicia su colaboración con uno de los pioneros de la psicología experimental, Hermann Ebbinghaus, en la investigación sobre la memoria y el aprendizaje, lo que le llevó a centrarse en la relación estímulo-respuesta de la visión. 

## Obras
- Zur Theorie der sinnlichen Aufmerksamkeit (Sobre la teoría de la atención sensorial, 1873)
- Zur Grundlegung der Psychophysik (Para una fundamentación de la psicofísica, 1878)
- Zur Theorie der Muskelcontraction (Sobre la teoría de la contracción muscular, 1891)
- Psychologie der Gesichtsempfindung (La psicología de las sensaciones visuales, 1897)
- Zur Analyse der Unterschiedsempfindlichkeit, con L. G. Martin (On the analysis of difference perception, 1899)
- Experimentelle Beiträge zur Lehre vom Gedächtnis, con Pilzeeker (Contribuciones experimentales a la ciencia de la memoria, 1900)